# Istorija Azije
Istorija Azije jedinstvena je, jer pored svoje veličine to je ujedno i mesto postanka najstarijih svetskih civilizacija, kao što su sumerska, kineska i indijska. Postojanje ovih civilizacija imalo je snažan uticaj na istoriju, kako staru tako i na najnoviju, baš kao i pojavljivanje tri glavne religije: hinduizma, budizma i islama. Kolonijalno uplitanje vekovima se održavalo na razvoj Azije, ali nakon više decenija nazavisnog razvoja, današnje azijske ekonomije doživljavaju pravi procvat. Međutim, još uvek ima sukoba, a oni na jugoistoku Azije i na Srednjem istoku odražavaju se i na svetsku politiku. Drevne civilizacije u Aziji bile su najčešće izolovane, i međusobno i od ostatka sveta, preprekama kao što su pustinje, planine i okeani. Jedino je Srednji istok imao jače veze sa Evropom. Zbog toga su azijske civilizacije i kulture nazavisno razvijale hiljadama godina. S vremenom su glavne civilizacije, one u Indiji i Kini, počele da utiču na ostale azijske zemlje.

### Kušansko carstvo
Oko 170. godine p. n. e.. severnokineski klan Juezi krenuo je na zapad u srednju Aziju. U 3. veku nove ere. Oni su osnovali carstvo koje se protezalo od istočnog Irana do Ganga u Indiji. Kušani su kontrolisali plodne rečne doline i bili su u središtu trgovine svilom. Podsticali su budizam i religijsku umetnost. Njihovo propadanje je započelo u 4. veku.

### Padmasambava
Legendarni mudrac i stručnjak za jogu iz Svata, današnji Pakistan, Padmasambava utemeljio je tibetski budizam. Zajedno sa suprugom, Ješe Tsogjal, stigao je u Tibet 747. i osnovao prvi budistički samostan. Ovaj mudrac proveo je potom svoj život pišući i podučavajući veru.

### Drevne civilizacije
Sumeri u zapadnoj Aziji razvijaju prvu svetsku civilizaciju, mada su drevna kineska i indijska civilizacija najviše uticaliu na Aziju. Poseban uticaj izvršile su njihove religije: hinduizam (religija indijskog naroda) i budizam (utemeljio ga Sidarta Gautama i jedna je od tri velike kineske religije) koje su se raširile Azijom.
- Dinastija Čola

Od 850. do 1200. u većem delu Indije počela je da dominira dinastija poznata kao Čola. Podigli su brojne hinduističke hramove i preneli svoju religiju na Šri Lanku. Svoju pomorsku silu raširili su preko mora Jugoistočne Azije što je pridonelo širenju hinduizma sva do Sumatre i Balija.
- Dinastija Kogurjo

Od 7. veka sve više je rastao kineski uticaj i kineski su sveštenici Koreju preobratili na budizam. Kogurjo vladari (1. vek pne. - 7. vek n. e.) podsticali su širenje budizma. Misionari iz Koreje krenuli su u Japan koji nije prihvatio samo budizam, već i kinesko pismo, arhitekturu i kulturu.

## Jugoistočna Azija
Više od 1000 godina Indija je bila glavna razvojna snaga ove regije i predstavljala je model za kulturu, umetnost i religiju Jugoistočne Azije. Njen je uticaj počeo je da opada nakon 1300. godine. Od 300. godine indijski su trgovci plovili do Tajlanda, Malezije, Indonezije i Filipina. Od početka 13. veka arapski trgovci širili su islam duž morskih trgovačkih puteva. Od početka 16. veka ova regija trgovala je i sa Evropom.
- Sijam

Vekovima su talasi doseljenika sa severa stizali u Sijam (Tajland) i ženidbeno se vezivali sa starosedelačkim plemenima. U 13. veku jedno je pleme Taj, ujedinilo Sijam u jednu državu sa jednim vladarom i jednom religijom - budizmom.

## Srednja Azija
Vekovima su jedini putnici u negostoljubljivim krajolicima srednje Azije bili trgovci koji su koristili Put svile. Godine 1398. mongolski ratnik Timur (1336—1405) poreklom iz stepa osnovao Srednjeazijsko carstvo. Godine 1369. Timor je svoj glavni grad premestio u bogati Samarkand u današnjem Uzbekistanu. Grad je doživeo svoje zlatno doba i postao arhitektonski dragulj srednje Azije budući da su Timur i njegovi naslednici tamo podigli palate, astronomske opservatorije i islamske škole. Početkom 16. veka nomadi Uzbeci napali su ovaj grad.

## Trgovina i kultura
Tokom 17, 18. i 19. veka cvetala je trgovina, iako su neke azijske zemlje za neupućene bile zatvorene. Rusija i evropske zemlje kupovale su svilu, čaj i porculan iz Kine. Indija je trgovala sa svetom i bila je poznata po svom ručno tkanom tekstilu, kao što je turska mustra koji je bio tradicionalni indijski uzorak. Tokom tog perioda zapadne su snage postale sve zainteresovanije za pripajanje azijskih teritorija radi trgovinskih ciljeva. Tokom 19. veka Rusija se proširila do srednje Azije. Britanci su strahovali da su Rusi naumili da preuzmu Indiju, pa su se dve zemlje počele uhoditi. Britanci su to nazvali Velikom igrom; Rusi su je poznavali kao Turnir senki.

### Dinastija Mandžuraca
Kineska dinastija Mandžuraca (1664—1911) bila je ekspanzionistička i širila je kulturu zauzimanjem drugih teritorija, kao što su Mongolija (1697), Tibet (1751) i istočni Turkestan (1760). Međutim, kod kuće se ekonomska situacija pogoršavala. U 17. i 18. veku Kina, Japan, Koreja i Sijam (Tajland) pružili su otpor evropskoj ekspanziji. Kina je ograničila trgovinu sa Evropom na luke Makao i Kanton, Japan je trgovao samo sa Holandijom u Nagasakiju, a Koreja se zatvorila prema zapadu. Godine 1688. revolucijom u Sijamu okončani su francuski pokušaji da stekne uticaj u Bangkoku.

## Kolonizacija u 19. veku
U 19. veku evropske sile kolonizovale su veći deo Azije; Britanci su preoteli Burmu, Malajsko poluostrvo, Severni Borneo i Hongkong, Francuzi su dominirali Indokinom, Holanđani su kontrolisali Indoneziju, dok su Rusi pripojili provincije u srednjoj Aziji. Krajem 16. veka španska kolonijalna vlast nagnala je Filipince da postanu rimokatolici, a misionarima je davala novčanu potporu. Do 18. veka većina je Filipinaca je u gradovima i nizinskim područjima prešla na katolicizam. Ostrvo Mindanao, međutim, okrenulo se islamu koji su tamo doneli muslimanski trgovci.

### Zlatni istok
Kako je Evropa u 19. veku vojno i industrijski jačala tako se i širila, a Azija je postala bogat izvor hrane i sirovina. Evropski doseljenici razvijali su plantaže čaja, kafe i gume, osnivali rudnike, eksploatisali drvenu građu Azije i trgovali zlatom, srebrom i dragim kamenjem. Godine 1886. Burma je izgubila samostalnost i potpala pod Britaniju nakon niza ratova. To preuzimanje bilo je više strateške nego trgovačke naravi; Britanci su želeli da spreče da Francuzi steknu prevelik uticaj u Aziji.
- Pobuna

Od pedesetih godina 19. veka počelo je da dolazi do pobuna protiv evropskog uplitanja u azijske poslove. Godine 1857. došlo je do Sepojske pobune u Indiji, a početkom 20. veka do Bokserskog ustanka u Kini. Obe pobune bile su protesti protiv zapadnjačke moći i kulture. Bile su ugušene od strane zapada ili kolonijalne vlasti.
- Rama

Čulalonkorn (1853—1910) postao je sijamski kralj Rama V 1668. godine. Putovao je širom i odlučio da ojača svoju zemlju procesom modernizacije. Stvorio je modernu vojsku, civilnu službu i obrazovni sistem. Iako je Tajland izgubio nekoliko provincija u korist Britanije i Francuske, uspeo je da očuva svoj uticaj i nezavisnost.

### Vremenska tabela
| Godine                     | Istorijska obeležja                                                                |
| -------------------------- | ---------------------------------------------------------------------------------- |
| 4000 - oko 2500. p. n. e.  | U Sumeru, zapadna Azija, cveta najstarija civilizacija na svetu.                   |
| oko 2500. p. n. e.         | Period Doline Inda, najstarije indijske civilizacije.                              |
| 1800. p. n. e.             | Period Šang: najstarija kineska civilizacija počinje da podiže svoje prve gradove. |
| oko 330. p. n. e.          | Aleksandar Veliki uništava Persijsko carstvo.                                      |
| 138. p. n. e.              | Prvo zabeleženo putovanje Putem svile.                                             |
| oko 50. n. e.              | Budizam iz Indije stiže do Kine.                                                   |
| 206. p. n. e. - 220. n. e. | Vrhunac kineskog carstva Han.                                                      |

## Porast nacionalizma
Nakon Prvog svetskog rata došlo je do porasta azijskog nacionalizma (vere u nezavisnost). Godine 1918. arapske vođe su srušile tursku vlast. Težnja Židova za stvaranjem nezavisne države dobila je potporu. Godine 1933. naselilo se u Palestini 238.000 Židova, a 1948. osnovana je država Izrael.

### Drugi svetski rat
Između 1941. i 1942. godine Japan je okupirao Burmu, Indokinu i Indoneziju. Nakon užasa okupacije, sva su ova područja odbijala svaku stranu vlast. U Kini je Japancima otpor pružila komunistička gerila zadobivši tako popularnost i političku potporu. Tokom Drugog svetskog rata Japanci su gradili željezničku prugu koja je spajala Burmu i Tajland, a služila je opskrbljavanju japanskih jedinica u Burmi. Hiljade azijskih radnika i zapadnih zatvorenika umrlo je od neishranjenosti, bolesti i iscrpljenosti gradeći 420 km pruge koja je postala poznata kao Željeznička pruga smrti.

### Pokreti za nezavisnost
Nakon 1945. mnoge su azijske zemlje svrgnule kolonijalnu vlast. Godine 1947. Indija i Pakistan borbom su stekle nezavisnost od Britanije, a 1948. zaživjela je domovina Židova, Izrael. Indonezija je stekla nezavisnost od Holandije 1949. godine, nakon četvorogodišnje borbe. Francuzi su pokušali da spreče osamostaljenje Vijetnama, ali poraženi su 1954. godine. Ostale francuske kolonije, Laos i Kambodža, stekle su nezavisnost 1954. odnosno 1953. godine.

### Komunistička Azija
Godine 1949. komunisti su utemeljili Narodnu Republiku Kinu, najveću komunističku zemlju na svetu. Godine 1954. Severni Vijetnam stvorio je nezavisnu komunističku državu. Od 1960-ih komunistički pokreti u Indoneziji i Maleziji pretili su svrgavanjem postojećih vlasti.
- Srednjeistočni sukobi

Od 1948. godine Srednjim istokom dominira arapsko-izraelski teritorijalni sukob kao što je rat 1973. (kad su Egipat i Sirija napali Izrael). Postoje i sukobi među arapskim zemljama, na primer rat između Iraka i Irana (1980—1988). Iako je naftni procvat olakšavao ovakvu situaciju smanjujući siromaštvo, situacija na Srednjem istoku i dalje je bila nestabilna.
- Vijetnamski rat

Od 1954. komunisti iz Severnog Vijetnama silom su hteli da se ujedine sa nekomunističkim Južnim Vijetnamom. Prvobitno građanski rat, vijetnamski rat je eskalirao u međunarodni sukob s postupnom intervencijom Sjedinjenih Država 1960-ih. Usledili su porazi i brojne ljudske žrtve pa se SAD odlučio povući 1973. Godine 1975. snage severa ujedinile su obe polovine Vijetnama.
- Tajvanska izvozna roba

Tajvan je tradicionalno izvozio poljoprivredne proizvode kao što su šećer, ananas i banane, ali 1980-ih godina počeo je da izvozi moderne elektronske proizvode kao što su kompjuteri, televizori i prenosni telefoni.

### Vremenska tabela
| Godine          | Istorijska obeležja                                               |
| --------------- | ----------------------------------------------------------------- |
| oko 618. - 907. | Kinom dominira sofisticirana dinastija Tang.                      |
| 1211.           | Mongolski ratnik Džingis-kan napada Kinu.                         |
| 1300-ih         | Zatvoren Put svile.                                               |
| 1368.           | Dinastija Ming isteruje Mongole iz Kine.                          |
| 1397.           | Mongoli napadaju Indiju.                                          |
| 1350—1460.      | Propast Kmerskog carstva u Kambodži.                              |
| 1453.           | Konstantinopolj potpada pod tursko Osmansko carstvo.              |
| oko 1488.       | Carevi Minga obnavljaju Kineski zid.                              |
| 1526—1707.      | Dominacija Mongola u Indiji.                                      |
| 1600—1614.      | Britanci, Francuzi i Holanđani osnivaju kompaniju Istočna Indija. |
| 1736—1796.      | Mandžurska Kina cvata pod vlašću cara Ćenlonga.                   |
| oko 1750.       | Kulturni i umetnički procvat u Japanu.                            |
| 1757.           | Britanija preuzima kontrolu nad Bengalom, Indija.                 |
| 1839—1842.      | Prvi opijumski rat.                                               |
| 1907.           | Anglo-ruskim sporazumom okončana Velika igra u srednjoj Aziji.    |
| 1949.           | Kineska revolucija.                                               |
| 1950—1953.      | Korejski rat.                                                     |
| 1954—1975.      | Vijetnamski rat.                                                  |

## Literatura
- Holcombe, Charles (2010). A History of East Asia: From the Origins of Civilization to the Twenty-First Century..
- Ludden, David (2013). India and South Asia: A Short History..
- Mansfield, Peter, and Nicolas Pelham, A History of the Middle East (4th ed, 2013).
- Moffett, Samuel Hugh (2003). A History of Christianity in Asia, Vol. II: 1500–1900. ISBN 1570757011.
- Stearns, Peter N.; Adas, Michael; Schwartz, Stuart B.; Gilbert, Marc Jason (2011), World Civilizations: The Global Experience (Textbook) (6th изд.), Upper Saddle River, NJ: Longman, ISBN 978-0-13-136020-4
- Bose, Sugata; Jalal, Ayesha (2003), Modern South Asia: History, Culture, Political Economy (2nd изд.), Routledge, ISBN 0-415-30787-2
- Bowman, John S. (2000), Columbia Chronologies of Asian History and Culture, New York City: Columbia University Press, ISBN 978-0-231-50004-3
- Brown, Judith Margaret (1994). Modern India: The Origins of an Asian Democracy. Oxford University Press. ISBN 978-0-19-873112-2.
- Cotterell, Arthur (2011). Asia: A Concise History.
- Cotterell, Arthur (2009). Western Power in Asia: Its Slow Rise and Swift Fall, 1415 - 1999. popular history; excerpt
- Curtin, Philip D. (2002). The World and the West: The European Challenge and the Overseas Response in the Age of Empire.
- Embree, Ainslie T., and Carol Gluck, eds.  Asia in Western and World History: A Guide for Teaching (M.E. Sharpe, 1997).
- Embree, Ainslie T., ed. Encyclopedia of Asian history (1988) 
  - vol. 1 online; vol 2 online; vol 3 online; vol 4 online
- Fairbank, John K., Edwin O. Reischauer.  A History of East Asian Civilization: Volume One : East Asia the Great Tradition and A History of East Asian Civilization: Volume Two : East Asia the Modern transformation (1966) Online free to borrow
- Metcalf, Barbara Daly; Metcalf, Thomas R. (2006). A Concise History of Modern India. Cambridge University Press. ISBN 978-0-521-86362-9.
- Murphey, Rhoads. A History of Asia (8th изд.)., 2019) excerpt also Online
- Paine, S. C. M. The Wars for Asia, 1911-1949 (2014) excerpt
- Peers, Douglas M. (2006). India under Colonial Rule: 1700–1885. Pearson Education. ISBN 978-0-582-31738-3.
- Stearns, Peter N., and William L. Langer. The Encyclopedia of World History: Ancient, Medieval, and Modern (2001)
- Adshead, Samuel Adrian Miles (2016). Central Asia in world history. Springer..
- Best, Antony (2010). The International History of East Asia, 1900-1968: Trade, Ideology and the Quest for Order.
- Catchpole, Brian (1976). A map history of modern China., new maps & diagrams
- Clyde, Paul Herbert. International-Rivalries-In-Manchuria-1689-1928 (2nd изд.). 1928) online free
- Clyde, Paul H, and Burton H. Beers. The Far East, a history of the Western impact and the Eastern response, 1830-1975 (6th ed. 1975) 575pp
  - Clyde, Paul Hibbert. The Far East: A History of the Impact of the West on Eastern Asia (3rd ed. 1948) online free; 836pp
- Ebrey, Patricia Buckley, Anne Walthall and James Palais (2006). East Asia: A Cultural, Social, and Political History.; 639pp; also in 2-vol edition split at 1600.
- Fenby, Jonatham The Penguin History of Modern China: The Fall and Rise of a Great Power 1850 to the Present (3rd ed. 2019) popular history.
- Gilbert, Marc Jason (2017). South Asia in World History. Oxford University Press.
- Goldin, Peter B. (2011). Central Asia in World History. Oxford University Press.
- Holcombe, Charles (2010). A History of East Asia: From the Origins of Civilization to the Twenty-First Century..
- Huffman, James L. (2010). Japan in World History. Oxford.
- Jansen, Marius B. (1975). Japan and China: From War to Peace, 1894-1972.
- Karl, Rebecca E. (1998). „Creating Asia: China in the world at the beginning of the twentieth century.”. American Historical Review. 103 (4): 1096—1118.
- Lockard, Craig (2009). Southeast Asia in world history. Oxford University Press..
- Park, Hye Jeong (2014). „East Asian Odyssey Towards One Region: The Problem of East Asia as a Historiographical Category.”. History Compass. 12 (12): 889—900.
- Ropp, Paul S. (2010). China in World History. Oxford University Press.
- Allen, G.C. A Short Economic History Of Modern Japan 1867-1937. (1945) ; also 1981 edition free to borrow
- Cowan, C.D. ed. The economic development of China and Japan: studies in economic history and political economy (1964) online free to borrow
- Hansen, Valerie (2012). The Silk Road: A New History. Oxford University Press.
- Jones, Eric. The European miracle: environments, economies and geopolitics in the history of Europe and Asia. (Cambridge University Press, 2003).
- Lockwood, William W. (1970). The economic development of Japan; growth and structural change.
- Pomeranz, Kenneth (2001). The Great Divergence: China, Europe, and the Making of the Modern World Economy.
- Schulz-Forberg, Hagen,, ур. (2015). A Global Conceptual History of Asia, 1860–1940.
- Smith, Alan K. (2019). Creating a World Economy: Merchant Capital, Colonialism, and World Trade, 1400-1825. Routledge..
- Von Glahn, Richard (2016). The Economic History of China.
- Belk, Russell (2016). „China’s global trade history: A western perspective.”. Journal of China Marketing. 6 (1): 1—22. [1 online].
- Hoffman, Philip T. (2017). Why did Europe conquer the world?. Princeton University Press..\
- Ji, Fengyuan (2017). „The West and China: discourses, agendas and change.”. Critical Discourse Studies. 14 (4): 325—340..
- Lach, Donald F. Asia in the Making of Europe (3 vol. U of Chicago Press, 1994).
- Lach, Donald F. (1968). Southeast Asia in the eyes of Europe: the sixteenth century. U of Chicago Press..
- Lach, Donald F., and Edwin J. Van Kley (1990). „Asia in the eyes of Europe: the seventeenth century.”. The Seventeenth Century. 5 (1): 93—109..
- Lach, Donald F. (1968). China in the eyes of Europe: the Sixteenth Century. U of Chicago Press..
- Lee, Christina H., ed. Western visions of the Far East in a Transpacific Age, 1522-1657 (Routledge, 2016).
- Nayar, Pramod K. (2005). „Marvelous excesses: English travel writing and India, 1608–1727.”. Journal of British Studies. 44 (2): 213—238..
- Pettigrew, William A., and Mahesh Gopalan, eds. The East India Company, 1600-1857: Essays on Anglo-Indian Connection (Routledge, 2016).
- Smith, Alan K. (2019). Creating a World Economy: Merchant Capital, Colonialism, and World Trade, 1400-1825. Routledge..
- Steensgaard, Niels (1970). „European shipping to Asia 1497–1700.”. Scandinavian Economic History Review. 18 (1): 1—11..